# Das Handbuch des jungen Giftmischers
Das Handbuch des jungen Giftmischers ist eine schwarze Komödie aus dem Jahr 1995. Sie spielt im England der 1960er-Jahre und handelt von einem Jugendlichen, der ihm nahestehenden Menschen verschiedene Gifte verabreicht und so ermordet. Der Film basiert lose auf dem wahren Fall des Bovingdon Poisoner bzw. The Teacup Poisoner Graham Young, der in den 1970er-Jahren zwei seiner Arbeitskollegen mit Gift umbrachte.
Das Handbuch des jungen Giftmischers war Regisseur Ross’ erster Langfilm.

## Handlung
London, im Vorort Neasden, mitten in den 1960ern: Der intelligente, aber amoralische Teenager Graham ist ein Außenseiter und versteht sich auch nicht gut mit seiner Familie. Besonders mit seiner prüden Stiefmutter und seiner Schwester gerät er immer wieder in Konflikte. Besonders für sein Interesse an der Chemie wird er immer wieder bestraft – auch wenn er nicht immer der Schuldige ist und seine Schwester das gute Porzellan für ihre Enthaarungsmixtur missbrauchte. Er liest viel, interessiert sich für Naturwissenschaft, besonders für chemische Vorgänge, medizinische Kuriositäten und Gifte. Außerdem setzt er sich mit morbiden Themen auseinander, so verschreckt er seine potenzielle Freundin Sue, die für ihn als Bibliothekarin heimlich Fachliteratur schmuggelt, mit seinem Interesse an einem schweren Autounfall.
Als sich ein Rendezvous seines besten Freundes mit der von ihm als „Königin“ selbst auserwählten Freundin Sue anbahnt, beginnt er diesen zu vergiften und kann vorübergehend seinen Platz einnehmen. Seine Entscheidung, als großer Giftmischer Ruhm zu erlangen, nimmt langsam Gestalt an. Als seine prüde Stiefmutter erotische Magazine in einem Versteck findet, welche vermutlich seinem Vater gehören, wird Graham dafür bestraft. Graham beginnt, ihr als Rache vergiftete Pralinen, später ein ebenfalls vergiftetes Magenberuhigungsmittel, unterzuschieben. Um den Blick seiner Schwester zu trüben, manipuliert er ihre Augentropfen. Ironischerweise übernimmt er somit vollständig die Pflege seiner kranken Mutter. Die Folgen der verabreichten Dosierungen notiert er dabei minutiös in einer Art medizinisch-experimentalem Tagebuch. Es bleibt nicht die einzige Vergiftung, die er anderen zufügt, eine mysteriöse Krankheitswelle breitet sich in Grahams Umfeld aus. Als seine Stiefmutter zufällig Grahams Tagebuch findet, ist es für sie bereits zu spät. Das Gift löst bei ihr eine nahezu vollständige Lähmung und Haarausfall aus. Stumm, bewegungslos und sichtlich weggetreten, sieht sie sich Graham ausgeliefert.
Nach dem Tod seiner Stiefmutter und Verdächtigungen aus seinem Freundes- und Verwandtenkreis wird er gefasst und zum Aufenthalt in einer geschlossenen psychiatrischen Anstalt verurteilt. Dort sucht er die Nähe des renommierten Spezialisten und Traumdeuters Dr. Zeigler, mit dem Ziel, diesen zu täuschen, um wieder in die Freiheit entlassen zu werden. Zur Vortäuschung von aufkeimenden Emotionen und Reuegefühlen notiert er sich die Albträume seines Freundes und Bettnachbarn, welcher ebenfalls seine Mutter ermordete. Als sich dieser schließlich durch die von Graham auferlegte Qual erhängt, wird Graham aus Mangel an Fortschritt fallengelassen. Erst nach seinem eigenen Selbstmordversuch beginnt Graham ein eigenes Moralempfinden zu entwickeln – er scheint auf dem Weg zur Heilung. Nach dem Aussetzen seiner Haft wendet sich der Rest seiner Familie aus Misstrauen dennoch von ihm ab. Zur Rehabilitation wird er als simpler Lagerarbeiter in ein auf Fotokameras und Objektive spezialisiertes Unternehmen vermittelt.
Die vielen Konflikte und Verstrickungen in der Gemeinschaft seiner Mitarbeiter setzen ihm zu, zudem lockt ihn zunehmend der Chemikalienschrank des Arbeitslabors.
Graham beginnt abermals, Kollegen, welche ihn beleidigten oder ihm im Wege standen, zu vergiften, indem er Nahrungsmittel und Tee manipuliert.
Nachdem er auf einer Krisenkonferenz in seiner Firma profundes Wissen um Vergiftungen zu Schau stellte und er einer Mitarbeiterin seinen Aufenthalt in einer psychiatrischen Anstalt verriet, fliegt Graham schließlich als wahrer Grund für die mysteriöse Krankheitswelle auf.
Nach einer kurzen Flucht misslingt ihm zunächst der Selbstmord mittels Gift, den er jedoch später in einer Gefängniszelle erfolgreich wiederholt. Seine Lebensgeschichte, das „Handbuch des jungen Giftmischers“, sendet er zuvor an seinen nun desillusionierten ehemaligen Therapeuten Dr. Zeigler.

## Rezeption
Der Film bewege sich auf einem schmalen Grat, mit seinem zuweilen doch sehr schwarzen Humor wisse man nicht, ob man weinen oder lachen solle, so die britische Time Out.
Den Plot, ein mordender Teenager wird durch experimentelle Psychologie vermeintlich geheilt und wieder in die Gesellschaft entlassen, haben einige Kritiker als eine klare Hommage an Uhrwerk Orange erkannt.
Die Darstellung des damals 19-jährigen Iren Hugh O’Conor wurde gelobt, er spiele den Graham mit einer Leere und Intensität, die an den jungen Dennis Hopper denken lasse. Sein Teenager sei zwar im Grunde seines Herzens ein Monster, erscheine aber gleichsam seltsam verführerisch als intelligenter junger Geist, der schlicht exzellent sein wolle in seinem selbstgewählten Bereich.

## Auszeichnungen
Der Film gewann 1995 gemeinsam mit Kleine Sünden unter Brüdern den Hauptpreis des Sundance Film Festivals. Im selben Jahr folgten weitere Einladungen in die Hauptwettbewerbe der Filmfestivals von Chicago und Locarno.